# Sunbury (Caroline du Nord)
Pour les articles homonymes, voir Sunbury.
Sunbury est une census-designated place américaine située dans le comté de Gates dans l'État de Caroline du Nord.

## Démographie
| 2000 | 2010 | - | - | - | - |
| ---- | ---- | - | - | - | - |
| 243  | 289  | - | - | - | - |

## Source de la traduction
- (en) Cet article est partiellement ou en totalité issu de l’article de Wikipédia en anglais intitulé « Sunbury, North Carolina » (voir la liste des auteurs).